# Copa de Naciones del Golfo de 2003
La Copa de Naciones del Golfo de 2003, oficialmente 16ta Copa del Golfo Arábigo (en inglés: 16th Arabian Gulf Cup; y en árabe: كأس الخليج العربي 16‎), fue la decimosexta edición de la Copa de Naciones del Golfo, torneo de fútbol a nivel de selecciones nacionales organizado por la Unión de Asociaciones de fútbol árabes (UAFA). Se llevó a cabo en Kuwait, del 26 de diciembre de 2003 al 11 de enero de 2004, y contó con la participación de 7 seleccionados nacionales masculinos, uno más que las ediciones previas, al confirmarse el ingreso definitivo de Yemen a la competición.
La selección de Arabia Saudita obtuvo el bicampeonato, y alcanzó su tercer título en el certamen. La consagración llegó tras vencer a Yemen por 2-0, tres días antes de la finalización del certamen.

## Sedes
Todos los encuentros se disputaron en el Estadio Al Kuwait Sports Club, de la Ciudad de Kuwait.
| Ciudad de Kuwait                |
| ------------------------------- |
| Gobernación Capital (UTC+03:00) |
| Estadio Al Kuwait Sports Club   |
| Capacidad: 12 350               |
|                                 |

## Formato
Las 7 selecciones participantes se enfrentaron bajo el sistema de todos contra todos, a una sola rueda, de manera tal que cada una de ellas disputó seis partidos. Los puntos se computaron a razón de 3 —tres— por partido ganado, 1 —uno— en caso de empate y 0 —cero— por cada derrota.

## Equipos participantes
En cursiva el único equipo debutante.
| Equipos participantes | Equipos participantes  | Equipos participantes | Equipos participantes |
| --------------------- | ---------------------- | --------------------- | --------------------- |
| Arabia Saudita        | Catar                  | Kuwait                | Yemen                 |
| Baréin                | Emiratos Árabes Unidos | Omán                  |                       |

## Resultados y posiciones
- Los horarios son correspondientes a la hora de Kuwait (UTC+3:00).

| Selección              | Pts | PJ | PG | PE | PP | GF | GC | Dif |
| ---------------------- | --- | -- | -- | -- | -- | -- | -- | --- |
| Arabia Saudita         | 14  | 6  | 4  | 2  | 0  | 8  | 2  | 6   |
| Baréin                 | 13  | 6  | 4  | 1  | 1  | 13 | 3  | 10  |
| Catar                  | 9   | 6  | 2  | 3  | 1  | 5  | 3  | 2   |
| Omán                   | 8   | 6  | 2  | 2  | 2  | 6  | 4  | 2   |
| Emiratos Árabes Unidos | 7   | 6  | 2  | 1  | 3  | 6  | 7  | –1  |
| Kuwait                 | 5   | 6  | 1  | 2  | 3  | 6  | 9  | –3  |
| Yemen                  | 1   | 6  | 0  | 1  | 5  | 2  | 18 | –16 |

| 26 de diciembre de 2003 | Omán | 0:0     | Kuwait | Estadio Al Kuwait Sports Club, Kuwait |                                |
| 16:05 (UTC+3:00)        |      | Reporte |        | Árbitro(s): Mohammed Al Saeedi        | Árbitro(s): Mohammed Al Saeedi |

| 26 de diciembre de 2003 | Emiratos Árabes Unidos | 0:2 (0:1) | Arabia Saudita              | Estadio Al Kuwait Sports Club, Kuwait    |                                          |
| 18:35 (UTC+3:00)        |                        | Reporte   | Al Shalhoub 14' · Tukar 82' | Árbitro(s): Abdul Hamid Abdulaziz Khalil | Árbitro(s): Abdul Hamid Abdulaziz Khalil |

| 27 de diciembre de 2003 | Baréin | 0:0     | Catar | Estadio Al Kuwait Sports Club, Kuwait |                           |
| 17:30 (UTC+3:00)        |        | Reporte |       | Árbitro(s): Viktor Kassai             | Árbitro(s): Viktor Kassai |

| 28 de diciembre de 2003                                                                                 | Yemen     | 1:1 (0:0) | Omán       | Estadio Al Kuwait Sports Club, Kuwait |                                   |
| 17:30 (UTC+3:00)                                                                                        | Jamal 53' | Reporte   | Bashir 64' | Árbitro(s): Mansour Abdullah Abel     | Árbitro(s): Mansour Abdullah Abel |
| Debut de Yemen en la Copa del Golfo. Shadi Jamal convirtió el primer gol de Yemen en la Copa del Golfo. |           |           |            |                                       |                                   |

| 29 de diciembre de 2003 | Emiratos Árabes Unidos  | 2:0 (0:0) | Kuwait | Estadio Al Kuwait Sports Club, Kuwait |                           |
| 16:05 (UTC+3:00)        | Rashed 69' · Rashid 77' | Reporte   |        | Árbitro(s): Viktor Kassai             | Árbitro(s): Viktor Kassai |

| 29 de diciembre de 2003 | Arabia Saudita | 0:0     | Catar | Estadio Al Kuwait Sports Club, Kuwait |                       |
| 18:35 (UTC+3:00)        |                | Reporte |       | Árbitro(s): Urs Meier                 | Árbitro(s): Urs Meier |

| 30 de diciembre de 2003 | Baréin                                                    | 5:1 (3:1) | Yemen         | Estadio Al Kuwait Sports Club, Kuwait |                                     |
| 17:35 (UTC+3:00)        | Salmeen 2' · Hubail 17', 46' · Yousef 39' · Al-Dosari 74' | Reporte   | Al-Salimi 16' | Árbitro(s): Nasser Rashid Al-Hamdan   | Árbitro(s): Nasser Rashid Al-Hamdan |

| 31 de diciembre de 2003 | Omán                    | 2:0 (1:0) | Emiratos Árabes Unidos | Estadio Al Kuwait Sports Club, Kuwait |                                   |
| 17:30 (UTC+3:00)        | Mubarak 31' · Saleh 50' | Reporte   |                        | Árbitro(s): Abdullah Fahd Qahtani     | Árbitro(s): Abdullah Fahd Qahtani |

| 1 de enero de 2004 | Baréin | 0:1 (0:0) | Arabia Saudita  | Estadio Al Kuwait Sports Club, Kuwait |                           |
| 17:30 (UTC+3:00)   |        | Reporte   | Al-Shahrani 73' | Árbitro(s): Viktor Kassai             | Árbitro(s): Viktor Kassai |

| 1 de enero de 2004 | Yemen | 0:4 (0:2) | Kuwait                                                          | Estadio Al Kuwait Sports Club, Kuwait |                                 |
| 19:30 (UTC+3:00)   |       | Reporte   | Abdulqoddus 33' · Abdullah 39' · Al-Mutawa 61' · Al-Salamah 87' | Árbitro(s): Abdullah Al Harrasi       | Árbitro(s): Abdullah Al Harrasi |

| 3 de enero de 2004 | Emiratos Árabes Unidos | 0:0     | Catar | Estadio Al Kuwait Sports Club, Kuwait |                                     |
| 16:05 (UTC+3:00)   |                        | Reporte |       | Árbitro(s): Nasser Rashid Al-Hamdan   | Árbitro(s): Nasser Rashid Al-Hamdan |

| 3 de enero de 2004 | Omán | 0:1 (0:1) | Baréin      | Estadio Al Kuwait Sports Club, Kuwait |                       |
| 18:35 (UTC+3:00)   |      | Reporte   | Salmeen 12' | Árbitro(s): Urs Meier                 | Árbitro(s): Urs Meier |

| 4 de enero de 2004 | Arabia Saudita  | 1:1 (0:0) | Kuwait          | Estadio Al Kuwait Sports Club, Kuwait |                                |
| 17:30 (UTC+3:00)   | Al Shalhoub 76' | Reporte   | Abdulqoddus 89' | Árbitro(s): Mohammed Al Saeedi        | Árbitro(s): Mohammed Al Saeedi |

| 5 de enero de 2004 | Catar                                  | 3:0 (2:0) | Yemen | Estadio Al Kuwait Sports Club, Kuwait    |                                          |
| 17:30 (UTC+3:00)   | Mustafa 21' · Abdullah 39' · Salem 57' | Reporte   |       | Árbitro(s): Abdul Hamid Abdulaziz Khalil | Árbitro(s): Abdul Hamid Abdulaziz Khalil |

| 6 de enero de 2004 | Omán         | 1:2 (0:0) | Arabia Saudita            | Estadio Al Kuwait Sports Club, Kuwait |                       |
| 17:30 (UTC+3:00)   | Al Hosni 61' | Reporte   | Noor 68' · Al-Qahtani 90' | Árbitro(s): Urs Meier                 | Árbitro(s): Urs Meier |

| 7 de enero de 2004 | Emiratos Árabes Unidos | 1:3 (1:2) | Baréin                       | Estadio Al Kuwait Sports Club, Kuwait |                                   |
| 17:30 (UTC+3:00)   | Khalil 6'              | Reporte   | Farhan 26' · Yousef 27', 59' | Árbitro(s): Mansour Abdullah Abel     | Árbitro(s): Mansour Abdullah Abel |

| 8 de enero de 2004 | Kuwait      | 1:2 (1:1) | Catar                  | Estadio Al Kuwait Sports Club, Kuwait |                       |
| 16:10 (UTC+3:00)   | Abdullah 4' | Reporte   | Koni 41' · Mustafa 57' | Árbitro(s): Urs Meier                 | Árbitro(s): Urs Meier |

| 8 de enero de 2004 | Yemen | 0:2 (0:2) | Arabia Saudita     | Estadio Al Kuwait Sports Club, Kuwait |                                   |
| 18:35 (UTC+3:00)   |       | Reporte   | Al-Qahtani 8', 30' | Árbitro(s): Abdullah Fahd Qahtani     | Árbitro(s): Abdullah Fahd Qahtani |

| 10 de enero de 2004 | Kuwait | 0:4 (0:2) | Baréin                                    | Estadio Al Kuwait Sports Club, Kuwait |                           |
| 17:30 (UTC+3:00)    |        | Reporte   | Yousef 6', 65' · Hubail 17' · Salmeen 51' | Árbitro(s): Viktor Kassai             | Árbitro(s): Viktor Kassai |

| 11 de enero de 2004 | Yemen | 0:3 (0:2) | Emiratos Árabes Unidos           | Estadio Al Kuwait Sports Club, Kuwait |                                 |
| 16:10 (UTC+3:00)    |       | Reporte   | Omar 4' · Hatab 19' · Rashid 85' | Árbitro(s): Abdullah Al Harrasi       | Árbitro(s): Abdullah Al Harrasi |

| 11 de enero de 2004 | Omán                        | 2:0 (1:0) | Catar | Estadio Al Kuwait Sports Club, Kuwait |                                |
| 18:35 (UTC+3:00)    | Bashir 45' · Al-Maimani 75' | Reporte   |       | Árbitro(s): Mohammed Al Saeedi        | Árbitro(s): Mohammed Al Saeedi |

|                           |
| Bandera de Arabia Saudita |
| Campeón                   |
| Arabia Saudita            |
| 3.º título                |

## Estadísticas

### Goleadores
| Jugador              | Selección              | Goles |
| -------------------- | ---------------------- | ----- |
| Talal Yousef         | Baréin                 | 5     |
| Yasser Al-Qahtani    | Arabia Saudita         | 3     |
| A'ala Hubail         | Baréin                 | 3     |
| Mohamed Salmeen      | Baréin                 | 3     |
| Bashar Abdullah      | Kuwait                 | 2     |
| Khaled Abdulqoddus   | Kuwait                 | 2     |
| Mohammad Al Shalhoub | Arabia Saudita         | 2     |
| Fawzi Bashir         | Omán                   | 2     |
| Mubarak Mustafa      | Catar                  | 2     |
| Mohamed Rashid       | Emiratos Árabes Unidos | 2     |

### Mejor jugador
| Jugador         | Selección |
| --------------- | --------- |
| Mohamed Salmeen | Baréin    |

### Mejor guardameta
| Jugador      | Selección |
| ------------ | --------- |
| Ali Al Habsi | Omán      |